# Makowice (województwo dolnośląskie)
Makowice – wieś w Polsce położona w województwie dolnośląskim, w powiecie świdnickim, w gminie Świdnica.

## Podział administracyjny
W latach 1975–1998 miejscowość administracyjnie należała do województwa wałbrzyskiego.

## Historia

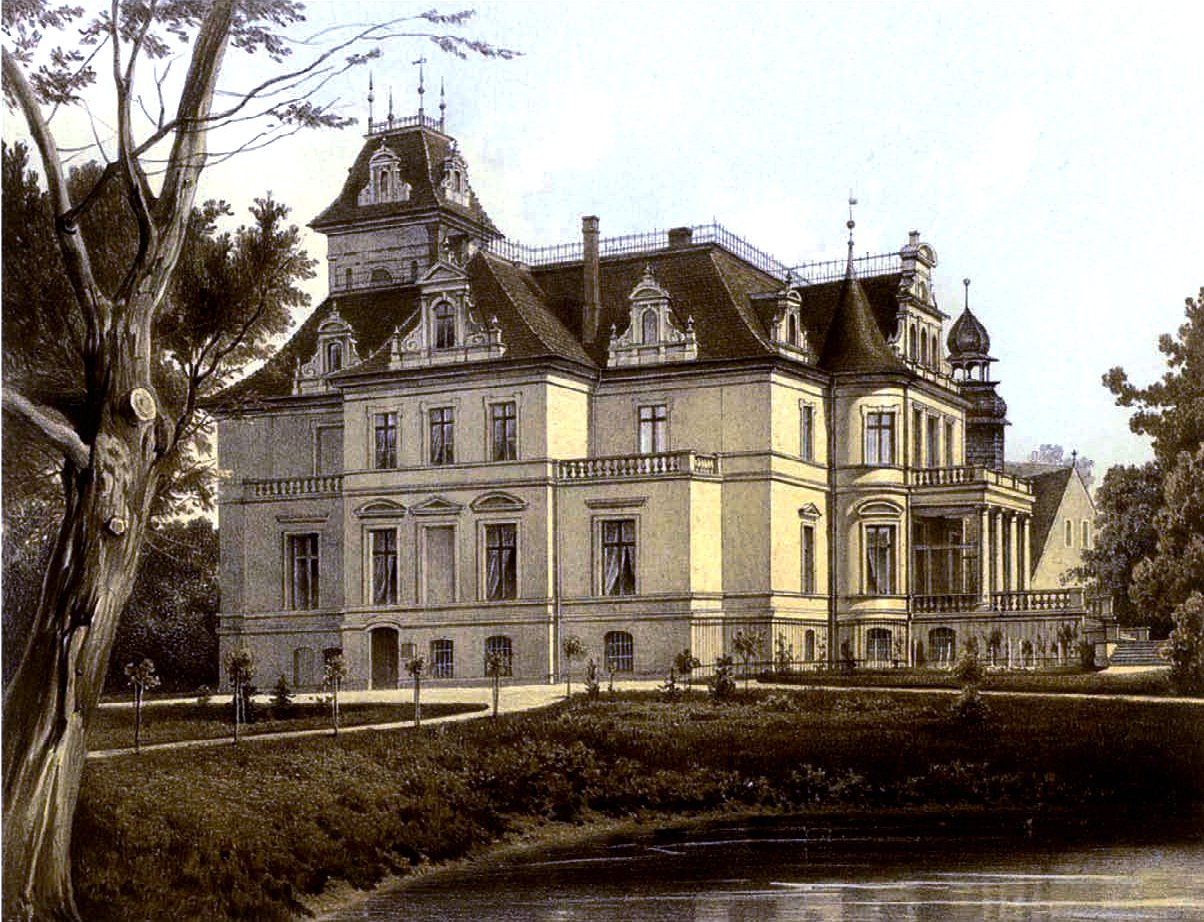
Rittergut Schwengfeld

Wieś wzmiankowana po raz pierwszy w dokumencie lokacyjnym z 1283 r. pod nazwą Swenkinfeld. W XIII–XIV w. siedziba rodu von Swenkfeld, z którego wywodził się m.in. słynny inkwizytor wrocławski, dominikanin, Jan von Swenkfeld (Schwenckfeld). W 2. połowie XIV w. wieś przeszła w ręce rycerskiego rodu Czettryców. Od XV w. właściciele wsi zmieniali się często, wreszcie w 1840 r. Makowice stały się własnością kupieckiej rodziny Webskych z Głuszycy.
W 1870 r. wieś liczyła ponad trzydzieści domów, miała 2 młyny, kościół katolicki i szkołę. Areał gruntów należących do majątku wynosił 1047 mórg.

## Zabytki
Do wojewódzkiego rejestru zabytków wpisane są:
- kościół filialny pw. św. Katarzyny, gotycki z XV w., 1596 r., 1712 r.; zbudowany na planie krzyża greckiego, wzmiankowany już w roku 1372, a w swej obecnej postaci pochodzący z pierwszej połowy XV w. Wewnątrz zawiera piękne renesansowe epitafia oraz cenny, również renesansowy, ołtarz Ukrzyżowania (boczny). Obok kościoła pałac z XVII w., przebudowany w latach 70. XIX wieku w wersji neorenesansowej
- zespół pałacowy:
  - pałac, z początku XVII w., 1875 r. w stylu francuskiego neorenesansu
  - park, z XVII-XIX w.
  - cmentarz rodowy, z XIX w.